# Готварска печка
Готварска печка е домакински електроуред спадащ към едрата бяла техника. Разнообразието от готварски печки е голямо - съществуват електрически, газови и комбинирани готварски печки (газ и ток), с или без котлони, малки и големи, и други варианти. Най-често срещаният вариант е фурна с два до четири котлона или със стъклокерамичен плот.

## История
Печката е най-употребяваният домакински уред от дълбока древност. Приятната топлина, която се излъчва от огъня привлича вниманието още на първобитния човек. Първите готварски печки са просто открит огън в ниша в стената. По-късно човекът започва да загражда огъня с камъни или с изпечена глина и тухли.
Китай, Корея и Япония откриват закритите печки много по-рано от западните цивилизации. Постепенно се появяват камините и зиданите печки, така че готвачите вече могат да готвят прави, а не да се навеждат до огъня на земята. Газовите печки се появяват през 20-те години на XVIII век, но не започват да се прилагат масово докъм 1880 година поради липсата на газови тръби.